# Loggia dei Tessitori
La Loggia dei Tessitori se trouve Via San Gallo à Florence, elle est occupée aujourd'hui par quelques bureaux de l'Administration de la Région Toscane.

## Histoire
D'origine incertaine, quelques sources la font remonter à la première moitié du XVIe siècle, peut-être sur le projet de Simone del Pollaiolo ou peut-être de Giuliano da Sangallo. Elle était destinée à abriter les échoppes des changeurs et les bureaux des banquiers. la finance devient la spécialité des florentins au XVIe siècle.
Une inscription sur le portail indique le nom de Don Antonio de Médicis et est datée de 1610. Don Antonio, qui vivait à proximité au Casino mediceo, a probablement subventionné la restauration de l'édifice. À ce moment-là, l'activité bancaire de la ville commence à décliner.
La loggia se présente avec des arches très aérées qui met bien en évidence sa pierre dite pietra serena posées sur des colonnes, du même matériau, couronnées de chapiteaux corinthiens. Entre les arches devait y être inséré des médaillons, dont il ne reste que les cadres.
On y dénote le remplacement récent, dû à l'affaissement du matériau exposé aux agents atmosphériques, de deux des colonnes anciennes qui se trouvent sous le loggiato, aux deux angles.

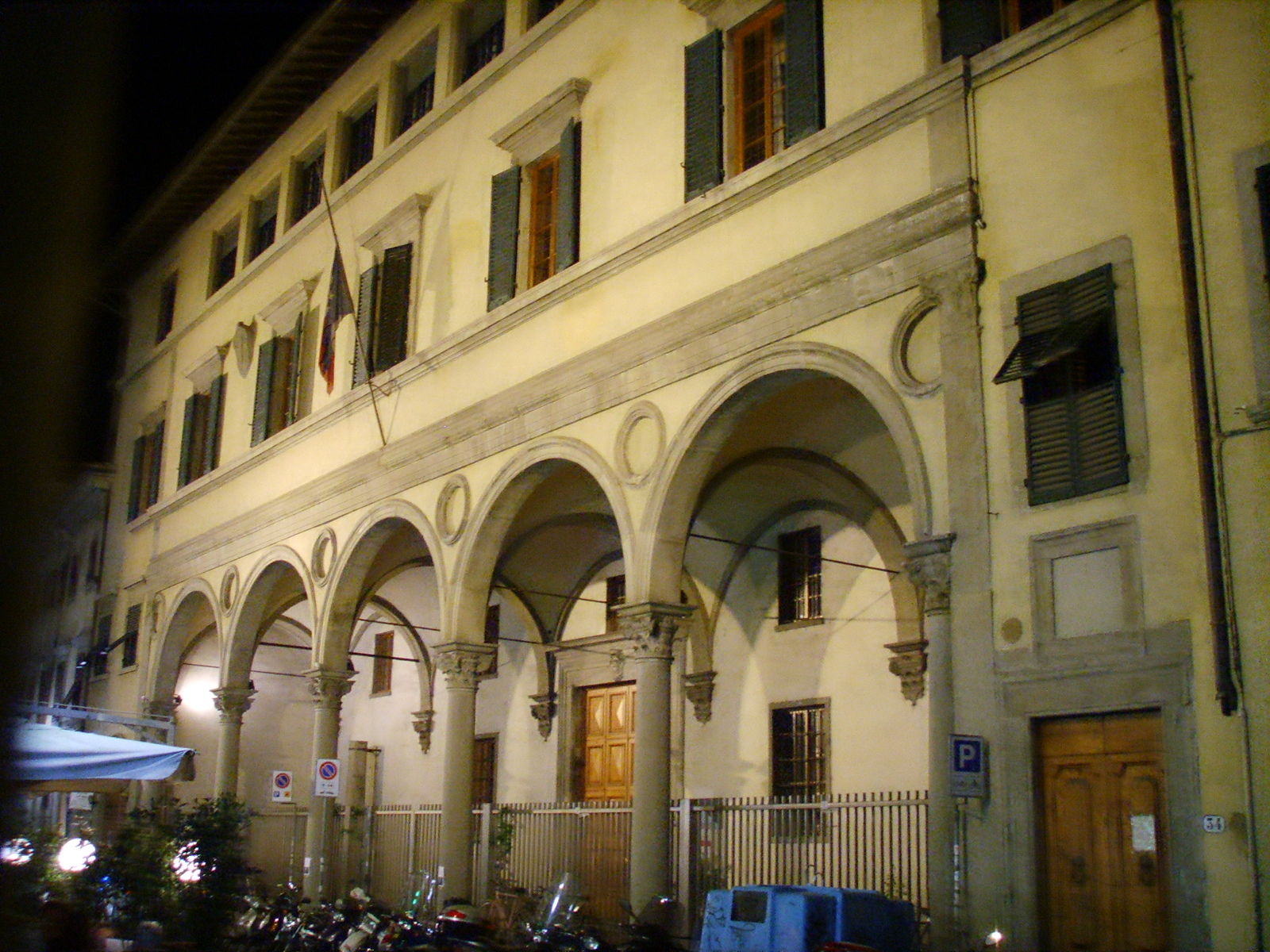
Vue nocturne
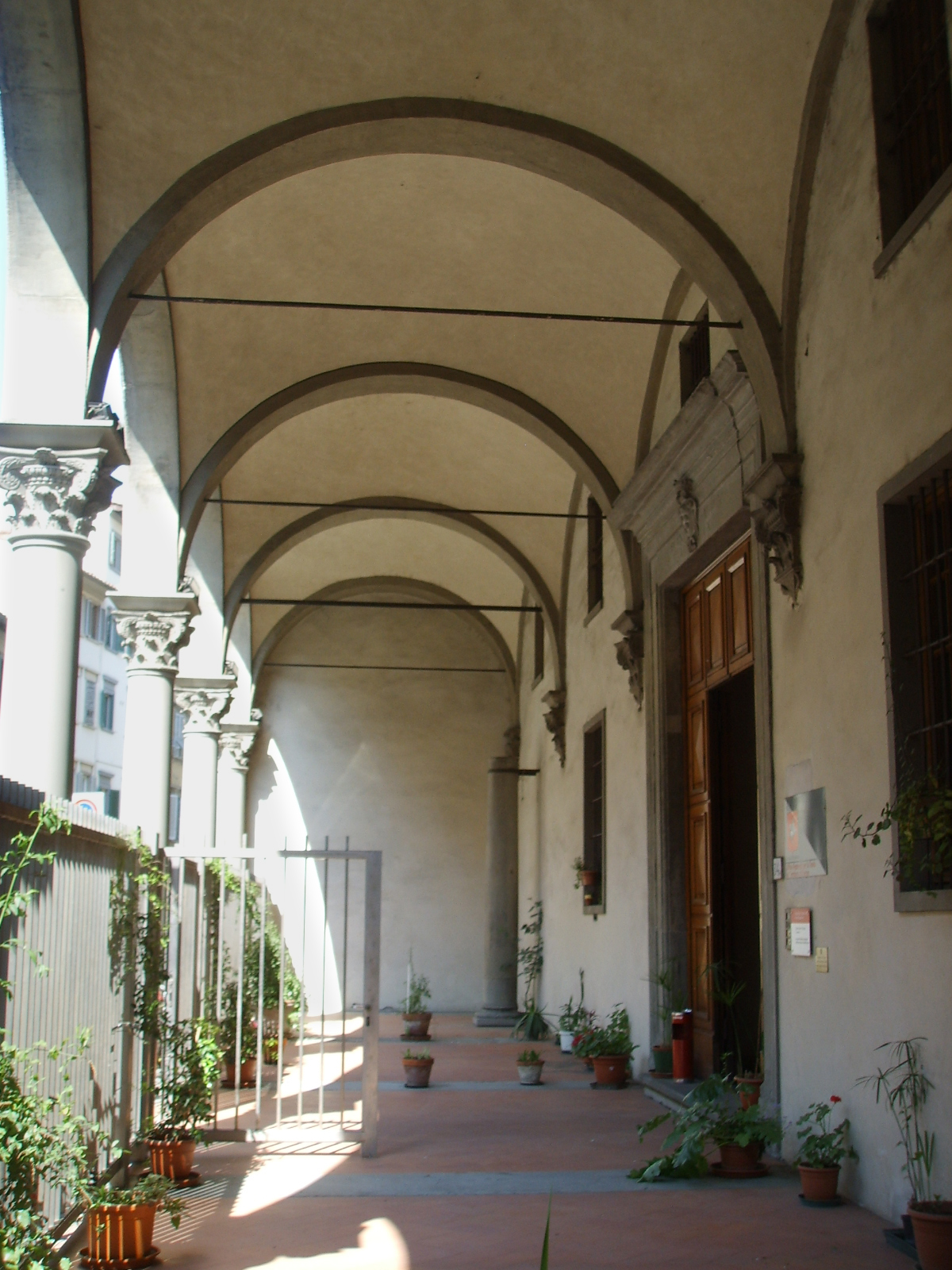
Intérieur
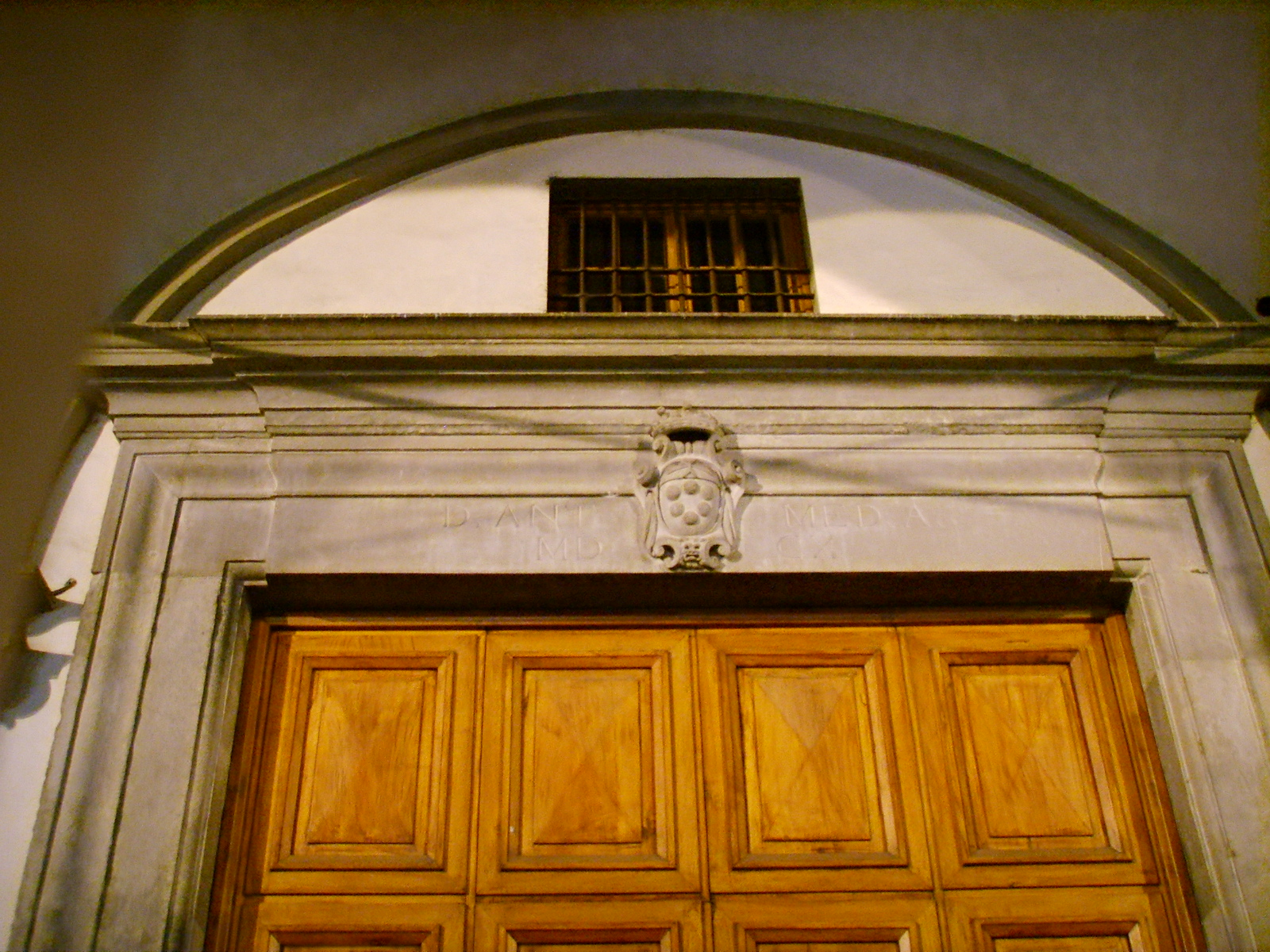
Le portail